# 뤄옌
뤄옌(중국어: 罗岩, 병음: Luo Yan, 한자음: 라암, 1998년 7월 23일 ~ )은 중화인민공화국의 바둑 기사이다. 랴오닝성 푸순시 출신으로 중국기원 소속의 4단이다.

## 경력
랴오닝성 푸순시에서 태어났다. 7세 경에 바둑을 배우기 시작하여 2015년 프로 바둑에 입단했다. 2015년 신천일배 전국바둑선수권대회 개인전 B조에서 준우승을 차지했다. 2016년 제3회 바이링배 예선에서 황스위안과 장리에게 승리를 거뒀지만 이태현에게 져서 탈락했고 같은해 제1회 신아오배 세계바둑오픈 통합 예선에서는 시다 다쓰야에게 져서 탈락했다.
2017년 제3회 몽백합배 세계 바둑 오픈전 예선에서 왕스이와 안정기를 이겼지만 한태희에게 패배하여 본선 진출에 실패했다. 2018년에 4단으로 승단했다.